# Kontrarozvědka

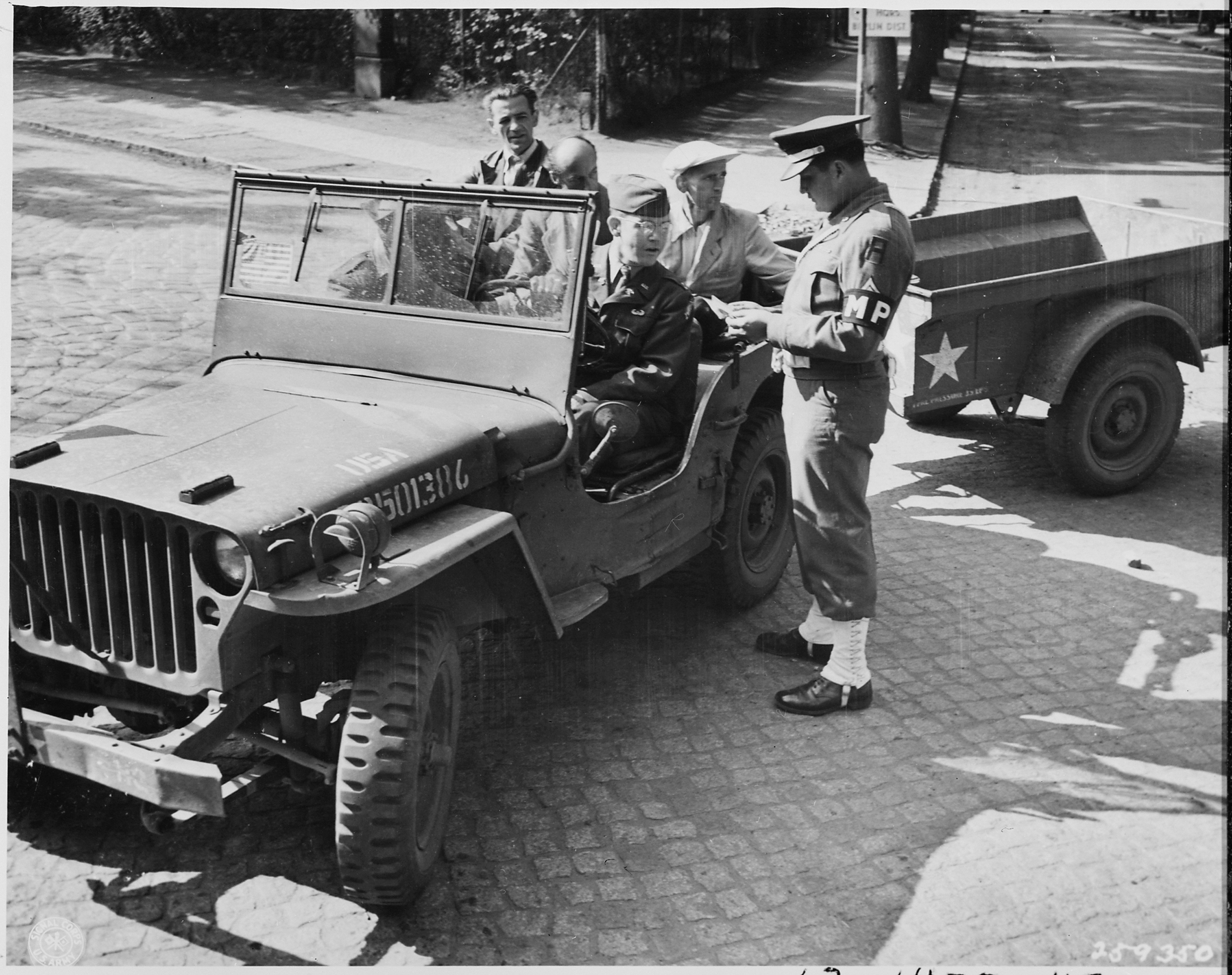
Civilní fototechnici, sedící v zadní části vozu, pracují pro kontrarozvědku

Kontrarozvědka je činnost speciálních orgánů státu zaměřená na boj proti špionážním organizacím cizích států. Jako kontrarozvědka je rovněž označována instituce zabývající se touto činností.
Jako kontrarozvědky bývají často nepřesně označovány vnitřní zpravodajské služby státu – rozdělení zpravodajských služeb na rozvědku a kontrarozvědku pramení z původu získávaných informací. Zatímco rozvědka operuje převážně v zahraničí a zaměřuje se téměř výhradně na tuto oblast mimo hranice svého státu, vnitřní zpravodajská služba působí naopak téměř výhradně ve vlastní zemi (pouze výjimečně dochází k operacím vnitřní zpravodajské služby v zahraničí a naopak).
Kontrarozvědka je tedy nesprávné označení vnitřní zpravodajské služby – kontrarozvědná činnost neboli kontrašpionáž (tedy činnost vedoucí k odhalování a prevenci působení cizích zpravodajských složek na území svého státu) je totiž pouze jednou z náplní práce vnitřní zpravodajské služby, nikoliv však tou zásadní. Kontrarozvědka je pouze součástí vnitřní zpravodajské služby státu.

## Zpravodajské služby v ČR
V ČR působí tři typy zpravodajských služeb. Jsou to:
- Vojenské zpravodajství (VZ; též Vojenská zpravodajská služba, VZS)
- Bezpečnostní informační služba (BIS, civilní kontrarozvědka)
- Úřad pro zahraniční styky a informace (ÚZSI, civilní rozvědka)